# Matn (hadith)
Le matn (arabe:المتن) est un terme arabe qui désigne ce qui parait de la chose, c'est-à-dire sa partie visible. 
En sciences du Hadith, il désigne le texte de la tradition orale ou de l'acte rapporté du Prophète. En d'autres termes, il désigne la matière du hadith.